# I prövningens stund
I prövningens stund (en suec A l'hora del judici) és una pel·lícula muda dramàtica sueca del 1915 dirigida per Victor Sjöström.

## Sinopsi
El fill petit de Sven Nilsson es posa molt malalt i es veu obligat a buscar un metge.

## Repartiment
- Kotti Chave - Fill de Hogardt (4 anys)
- Richard Lund - Hogardt
- Greta Pfeil - Mrs. Nilsson
- Victor Sjöström - Sven Nilsson

## Producció
La pel·lícula es va estrenar el 8 de novembre de 1915 al cinema Cosmorama de Göteborg. Va ser editada a l'estudi de Biografteatern suec a Lidingö per Henrik Jaenzon.